# Salix caspica
Salix caspica är en videväxtart som beskrevs av Pallas. Salix caspica ingår i släktet viden, och familjen videväxter. Inga underarter finns listade i Catalogue of Life.